# Morebilus fumosus
Morebilus fumosus är en spindelart som först beskrevs av Ludwig Carl Christian Koch 1876.  Morebilus fumosus ingår i släktet Morebilus och familjen Trochanteriidae.
Artens utbredningsområde är Queensland. Inga underarter finns listade i Catalogue of Life.